# 项燕
项燕（？—前223年），楚国下相（今江苏省宿迁宿城区）人，是抗秦將領項梁之父，西楚霸王项羽的祖父。在秦滅楚之戰中，項燕曾大败秦将李信，但不久之后被王翦擊破，兵败自杀。
项燕体恤士卒，在楚国深受民众爱戴。楚国濒临灭亡之际，他临危受命肩负起保卫社稷之责，虽最终战败身死，但其大无畏的抗争精神可歌可泣，影响了后世陈胜吴广起义等反秦活动。

## 人物生平

### 家世出身
项燕出身于楚国项氏一族。据《史记》记载，项氏因封地项（今河南项城市东北）得氏，项氏世世代代为楚将。

### 秦灭楚战争及项燕败亡
前225年，秦将李信被秦王委以重任，与蒙恬各率秦军一部，分兵南下攻打楚国。接连获胜后，两队人马准备在城父（今安徽亳州市东南）会师。这时，项燕率领楚军奋起反击。他们尾随在秦军后面，一口气不休息地追了三天三夜，结果大破李信部队，攻入李信的两个军营，杀死他的七个都尉，打得秦军大败而走。
前224年，秦国大将王翦又率60万大军进攻楚国，王翦采用了坚守不出的战术，导致项燕防备松懈之后偷袭项燕军，大破楚军，攻下楚国首都寿春，俘虏了楚王负刍，项燕败退至蕲南（今安徽宿县东，又说今湖北蕲春西北），立昌平君為楚王。
次年，王翦追擊楚軍，項燕為王翦所圍逼而自殺，楚敗亡。

## 家庭

### 子
- 項梁，任楚国武信君，在陈胜起义后，他与项羽杀会稽郡守殷通，起义反秦，拥兵八千，后任张楚上柱国。陈胜死后，项梁拥立楚怀王，击败秦将章邯，终因轻敌，在定陶之戰被章邯所殺
- 項伯，任楚國左尹，在项羽驻军鸿门欲击刘邦时，项伯因与张良友善，当夜驰往告知，次日又以身保护，帮助刘邦脱困。西汉建立后，项伯被赐刘姓，封射阳侯

### 孫
- 項羽，西楚霸王，被劉邦在垓下之戰打敗後自刎
- 劉猷，項伯之子，原名項猷，後降劉邦，賜劉姓

## 后世影响
秦二世元年（公元前 209 年），戍卒陈胜、吴广等被征调前往渔阳（今北京密云西南），中途遇阻，意欲举事反秦。陈胜认为，公子扶苏贤德，但少有人知道他已死；项燕原是楚国的将军，多次立功，爱护士兵，楚国人都很爱戴他，其下落也有不同说法。于是，陈胜、吴广等人假冒公子扶苏和项燕的名义举行起义，拉开了反秦序幕。
项燕的抗秦之举在其后代得到了延续。其子项梁在会稽郡（今江苏苏州）起兵，举起反秦大旗。其孙项羽更是成为秦末反秦诸侯的领袖，消灭了秦军主力。

## 历史评价
项燕为楚将，数有功，爱士卒，楚人怜之。（陈胜评）
项燕以名将之贤，不能当秦之暴。（刘克庄评）
项燕为楚名将，燕不死，楚不灭。（梁玉绳评）
项燕之才不下谢玄。（魏源评）
当其先以秦之强，王翦为宿将，非空国中甲士至六十万不敢过而涉其境。即城父一战，罄三日夜之力大败蒙、李两将军二十万乘胜之师，转败而为胜，不可谓非猛将。然以王翦之坚壁息士，秦军之投石超距，将军数挑战不得，引兵而东，何即被破于蕲南而杀其身。今夫人动我静，人劳我逸，人竭我盈，皆兵法也。古来大将，未尝不读书，将军未闻学问，故瞢于此而败。（李寿蓉评）
虽淖齿亡齐，田单迎法章于莒邑；负刍见虏，项燕立昌平于淮南。而或败死无成，或倖（xìng）于一胜。秉谊虽固，抱器未优。（皮锡瑞评）